# Општина Реча (Арђеш)
Реча (рум. Recea) општина је у Румунији у округу Арђеш.
Oпштина се налази на надморској висини од 170 m.